# نقش على النحاس

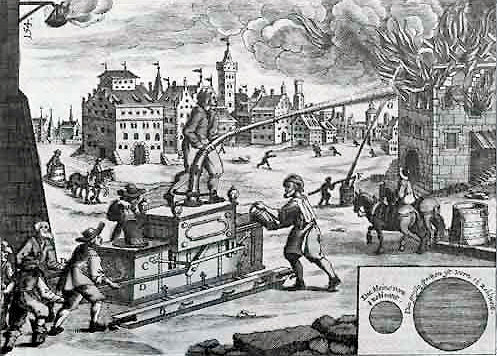
لوحة منقوشة على النحاس

النقش على النحاس  هو نوع من أنواع النقش الغائر التصويري المعتمد على استخدام منقاش بأسلوب حرفي بهدف رسم نقوش على صفيحة من النحاس.